# توره
توره شهری در بخش زالیان شهرستان شازند استان مرکزی ایران است.زبان مردم توره فارسی با لهجه اراکی و یا شازندی می‌باشد. توره در ۶۰ کیلومتری اراک و ۷۰ کیلومتری ملایر و بروجرد قرار دارد.

## نامگذاری
«تور» نام قبیله‌ای از طایفه عیلامیان بوده‌است. توران به معنای سرزمین تور می‌باشد و کلمه «توره» نیز با پسوند «ه» به معنی سرزمین منتسب به تور می‌باشد.

## جمعیت
بر پایه سرشماری عمومی نفوس و مسکن در سال ۱۳۹۵ جمعیت این شهر ۲٬۳۰۲ نفر (۷۲۲ خانوار) بوده‌است.
جمعیت هلال احمر استان مرکزی نیز یک پایگاه ثابت امداد جاده‌ای در توره دارد که در ۴۵ کیلومتری جاده اراک به ملایر و بروجرد قرار گرفته و در سال ۱۳۸۰ تأسیس شده‌است.